# Свальбард (аеропорт)
Аеропорт Свальбард, Лонг'їр (норв. Svalbard lufthavn, Longyear) — основний аеропорт, що обслуговує полярний архіпелаг Шпіцберген, розташований в найбільшому населеному пункті та адміністративному центрі норвезької провінції Свальбард — Лонг'їр, біля підніжжя гори Платобергет за 3 км на північний захід від Лонг'їра і є найпівнічнішим у світі цивільним аеропортом. Власником та експлуатантом аеропорту є норвезька державна компанія-оператор Avinor. 
Пасажиропотік аеропорту за 2009 рік склав 138 934 осіб. Авіакомпанія SAS здійснює щоденні рейси в Осло і Тромсе, Lufttransport літає в Ню-Олесунн і Свеа на літаках Dornier Do 228, компанія «Арктикуголь» здійснює щоденні вертолітні рейси на російську територію архіпелагу за маршрутом Лонгйір — Баренцбург, у зв'язку з чим аеропорт має статус міжнародного. Попри те, що Норвегія входить в Шенгенську зону, паспортний контроль російських громадян в аеропорту Свальбард не здійснюється[відсутнє в джерелі].

## Інфраструктура
Аеропорт Свальбард є найбільшою спорудою на архіпелазі. На території аеропорту розташована парковка, є пункт прокату автомобілів і стоянка таксі. Автобус надається до і після прибуття рейсу. Компанія SAS здійснює повний комплекс наземного обслуговування.
Аеропорт має одну ЗПС — 10/28 (2483×45 м) з асфальтовим покриттям, обладнаної КГС. РД в аеропорту відсутні. Під ЗПС розташовані два кульверта, для відведення талої води з гори.

## Авіакомпанії та напрямки

### Пасажирські

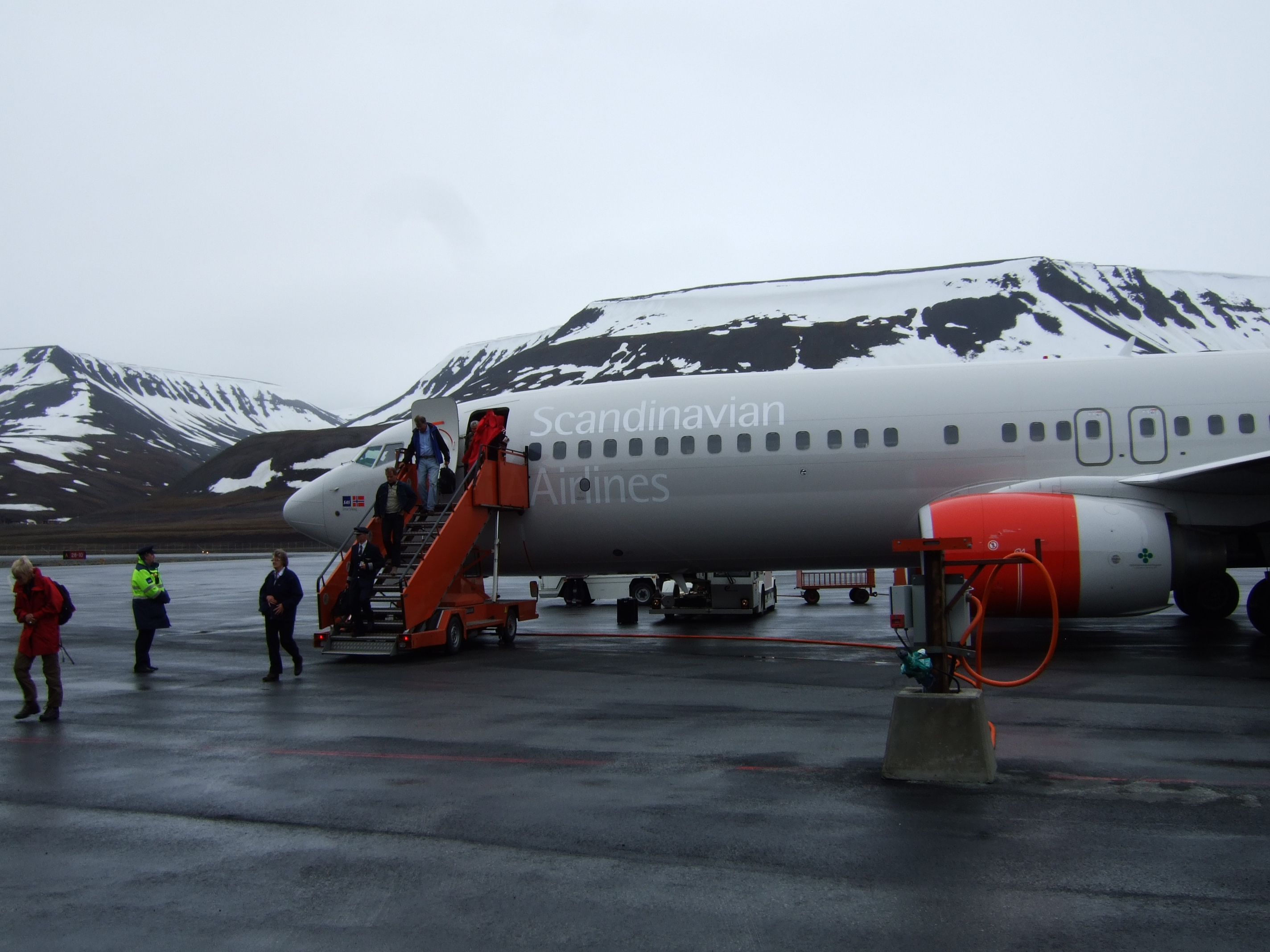
Висадка пасажирів Scandinavian Airlines Boeing 737-800

| Авіакомпанія                | Пункт призначення                                 |
| --------------------------- | ------------------------------------------------- |
| Atlantic Airways            | Сезонний чартер: Копенгаген                       |
| Арктикуголь оператор Spark+ | Баренцбург, Піраміда Сезонний: Москва–Шереметьєво |
| Lufttransport               | Ню-Олесунн, Свеа                                  |
| NordStar                    | Сезонний чартер: Москва–Домодєдово                |
| Norwegian Air Shuttle       | Осло–Гардермуен                                   |
| Scandinavian Airlines       | Осло–Гардермуен, Тромсе                           |

### Вантажні

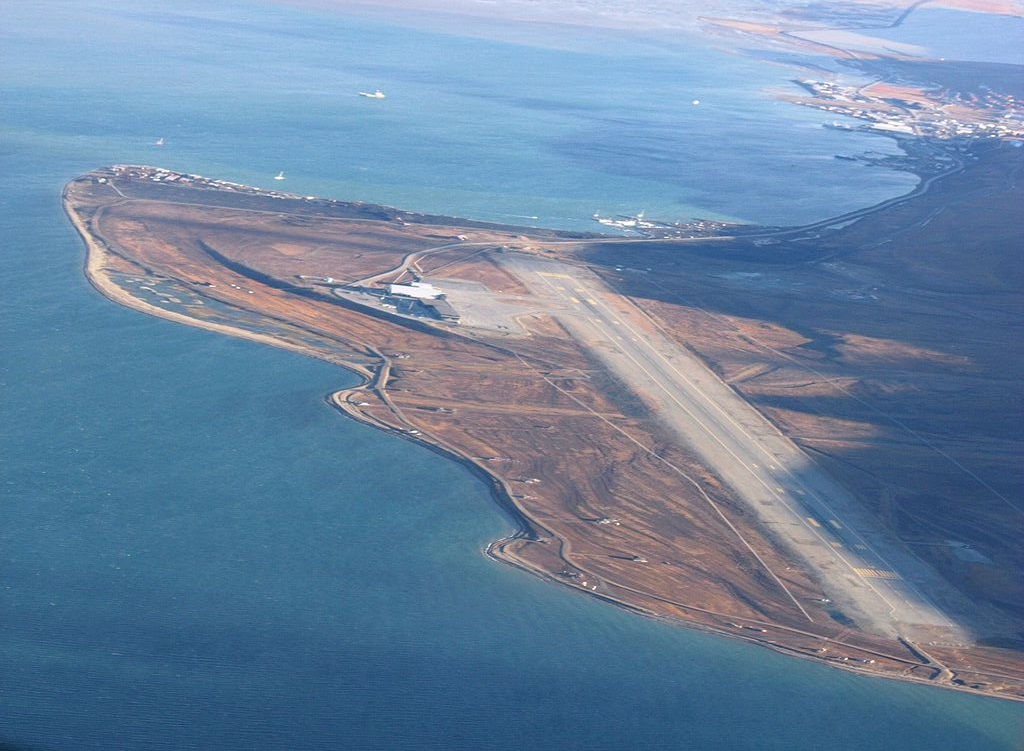
Вид аеропорту з повітря

| Авіакомпанія    | Пункт призначення    |
| --------------- | -------------------- |
| Europe Airpost  | Париж–Шарль де Голль |
| West Air Sweden | Тромсе               |

## Аварії та події
- 10 жовтня 1986 року літак Cessna 185 (Skywagon) авіакомпанії «Antarctax», що здійснював рейс за маршрутом Лонг'їр — Ню-Олесунн, розбився відразу після зльоту з аеропорту. Всі 6 чоловік, що знаходилися на борту загинули[8].
- 29 серпня 1996 року літак Ту-154 авіакомпанії «Внуковські авіалінії», що здійснював рейс за маршрутом Москва — Лонгйір, при заході на посадку зіткнувся з горою Опера на відстані 3,7 км від ЗПС аеропорту. Всі пасажири і члени екіпажу (141 чоловік) загинули. Ця катастрофа виявилася найбільшою за кількістю жертв за всю історію Норвегії[9].

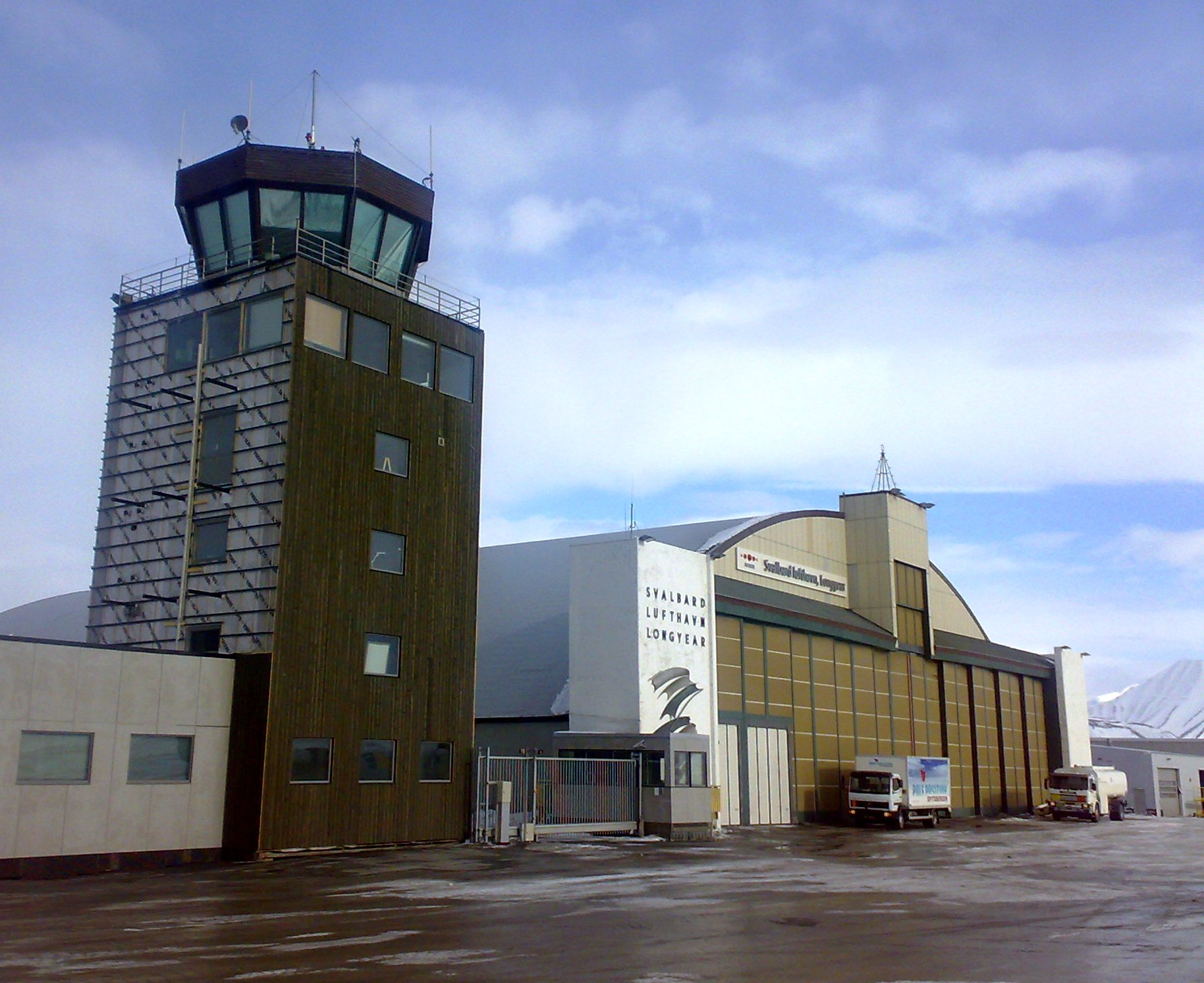
Контрольна вишка аеропорту
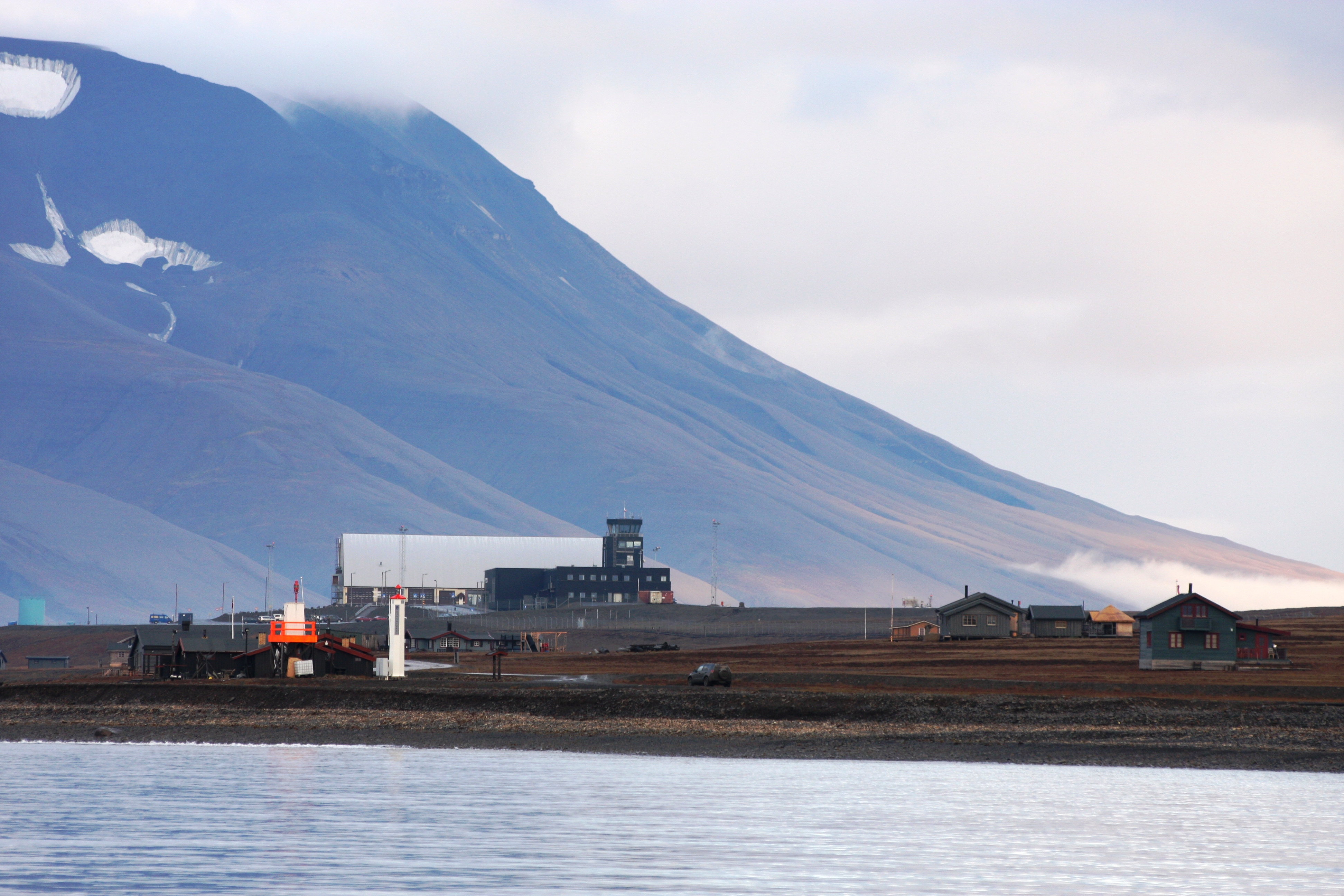
Вид на аеропорт з фіорду
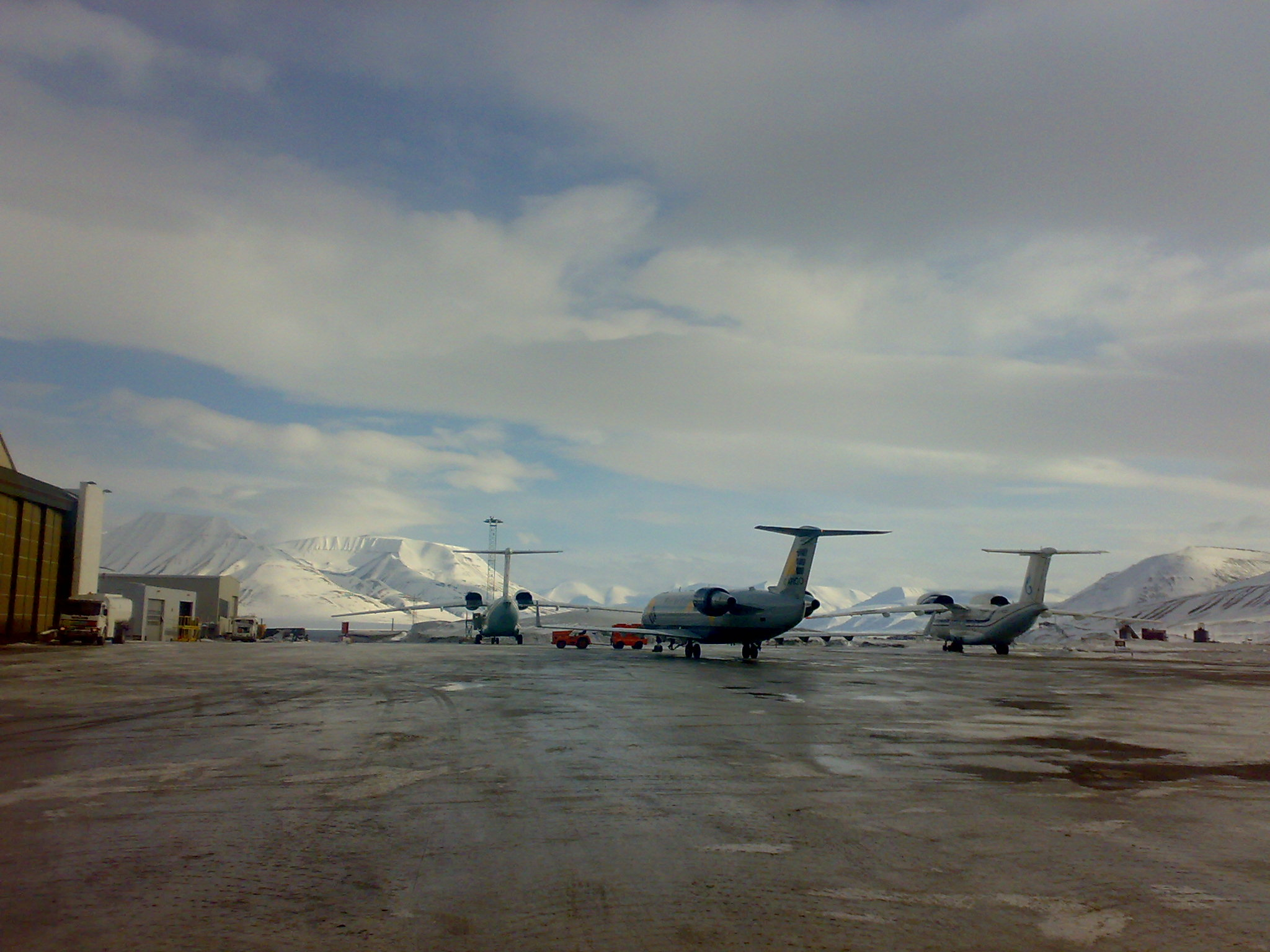
Паркінг аеропорту
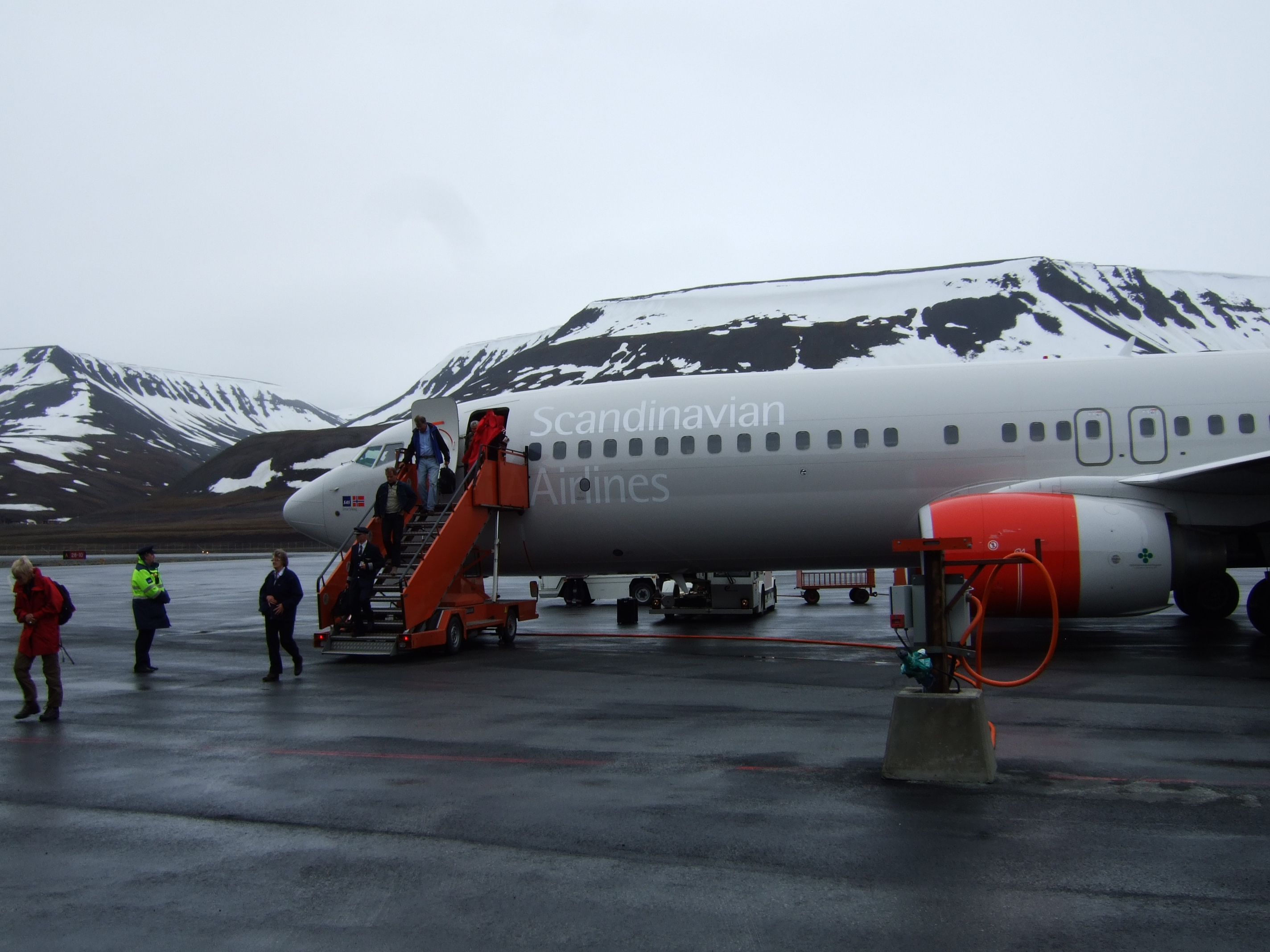
Висадка пасажирів Boeing 737-800 авіакомпанії Scandinavian Airlines System
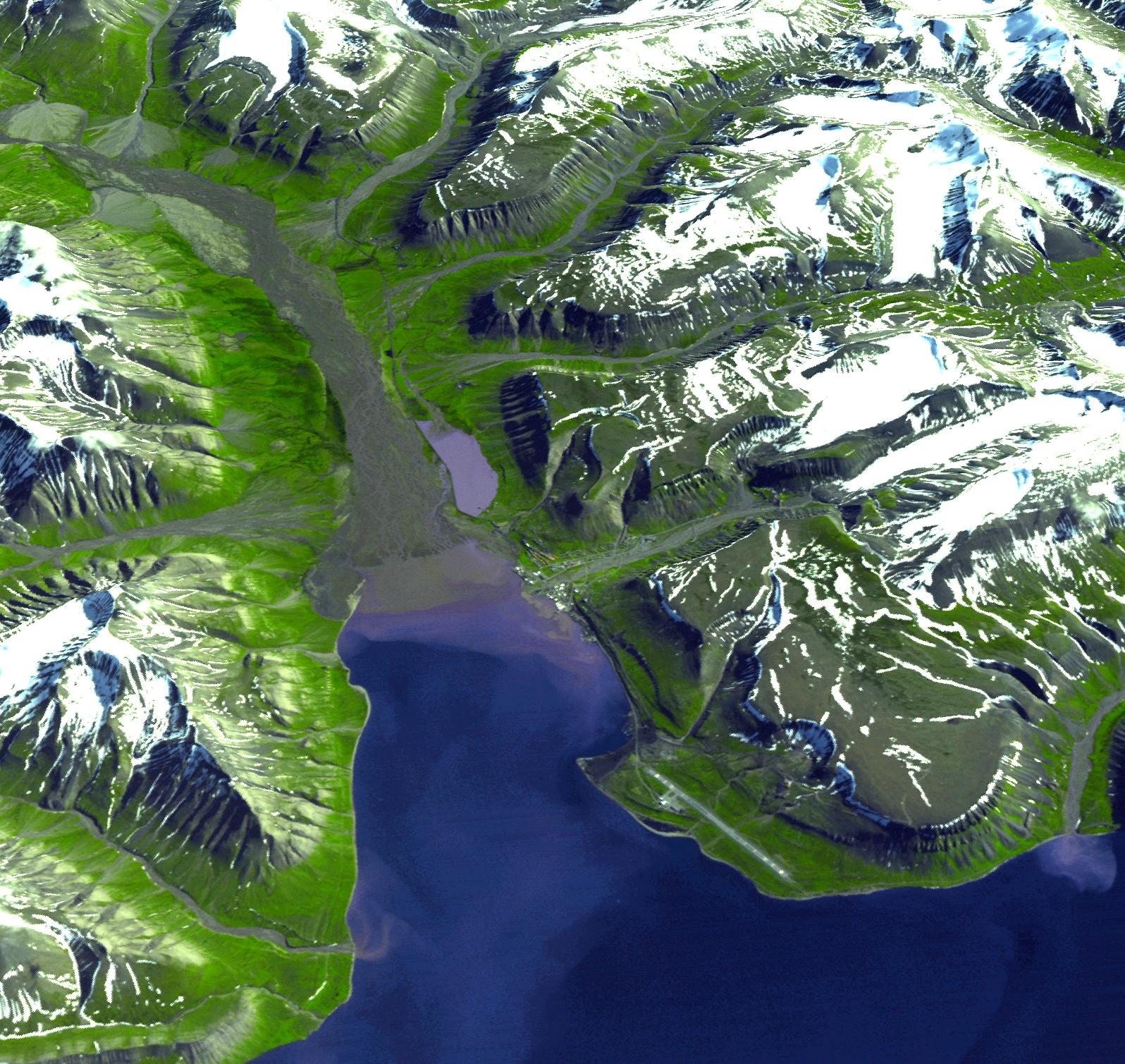
Вид на аеропорт з космосу
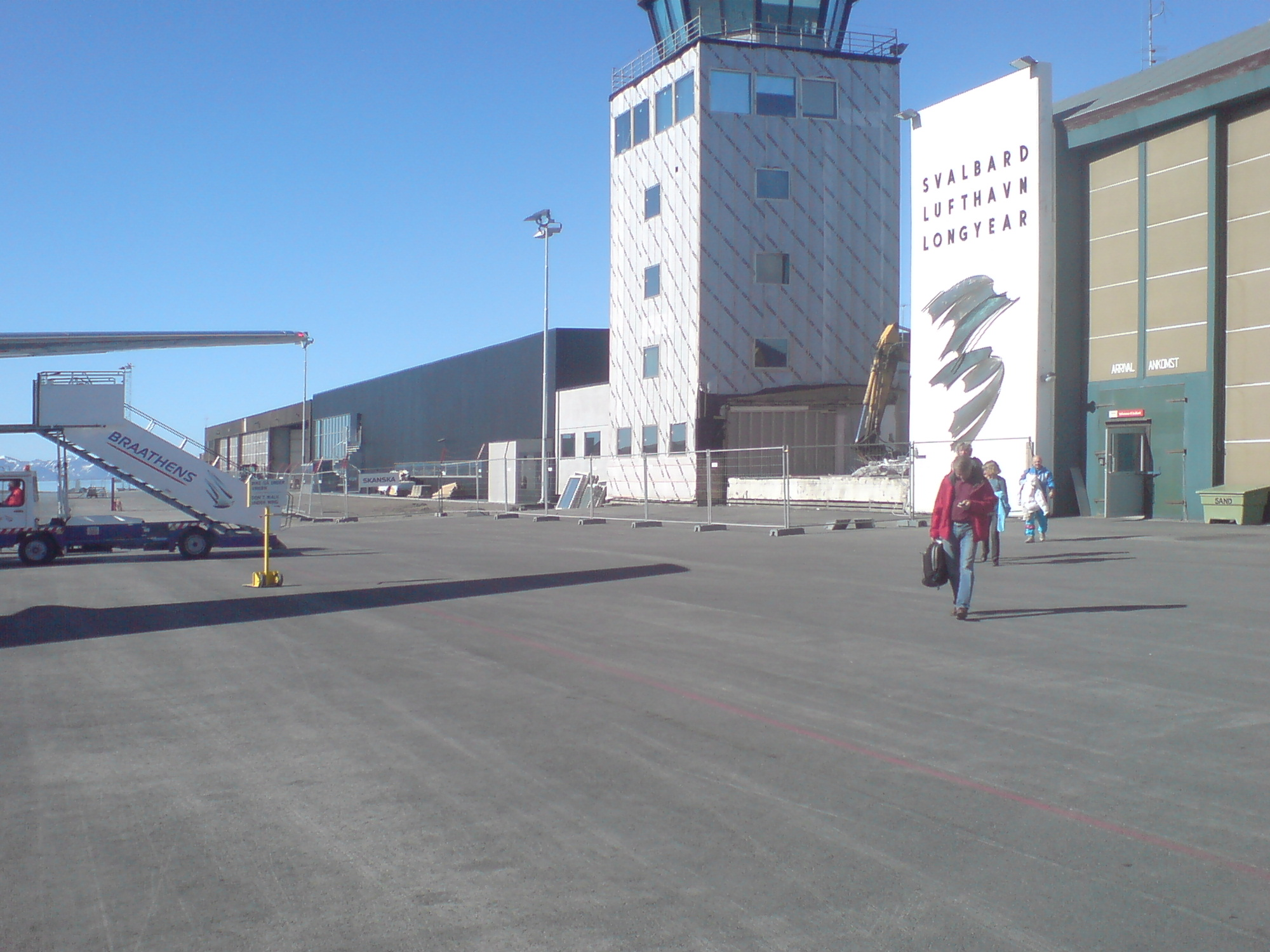
Посадка на літак
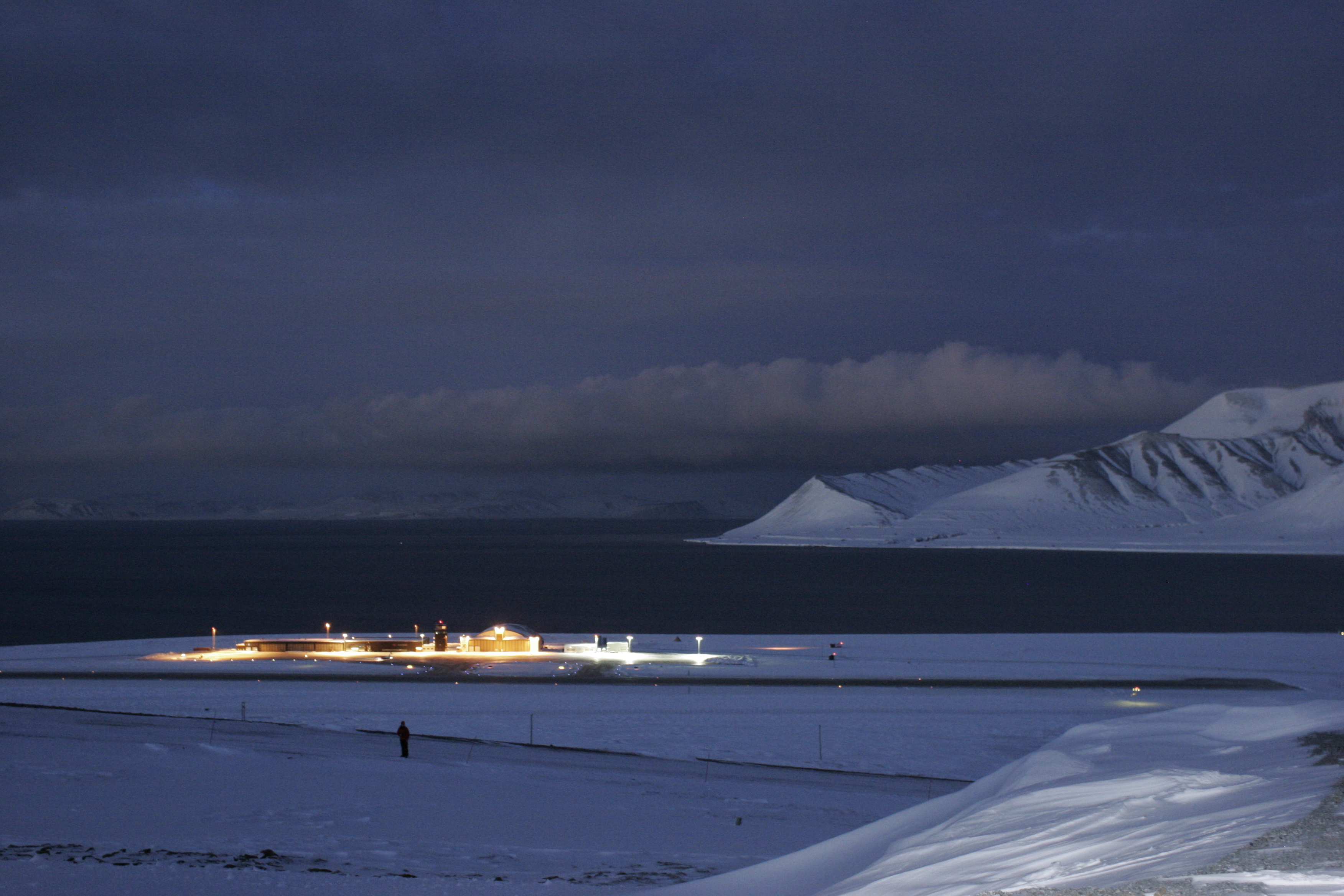
Аеропорт вночі
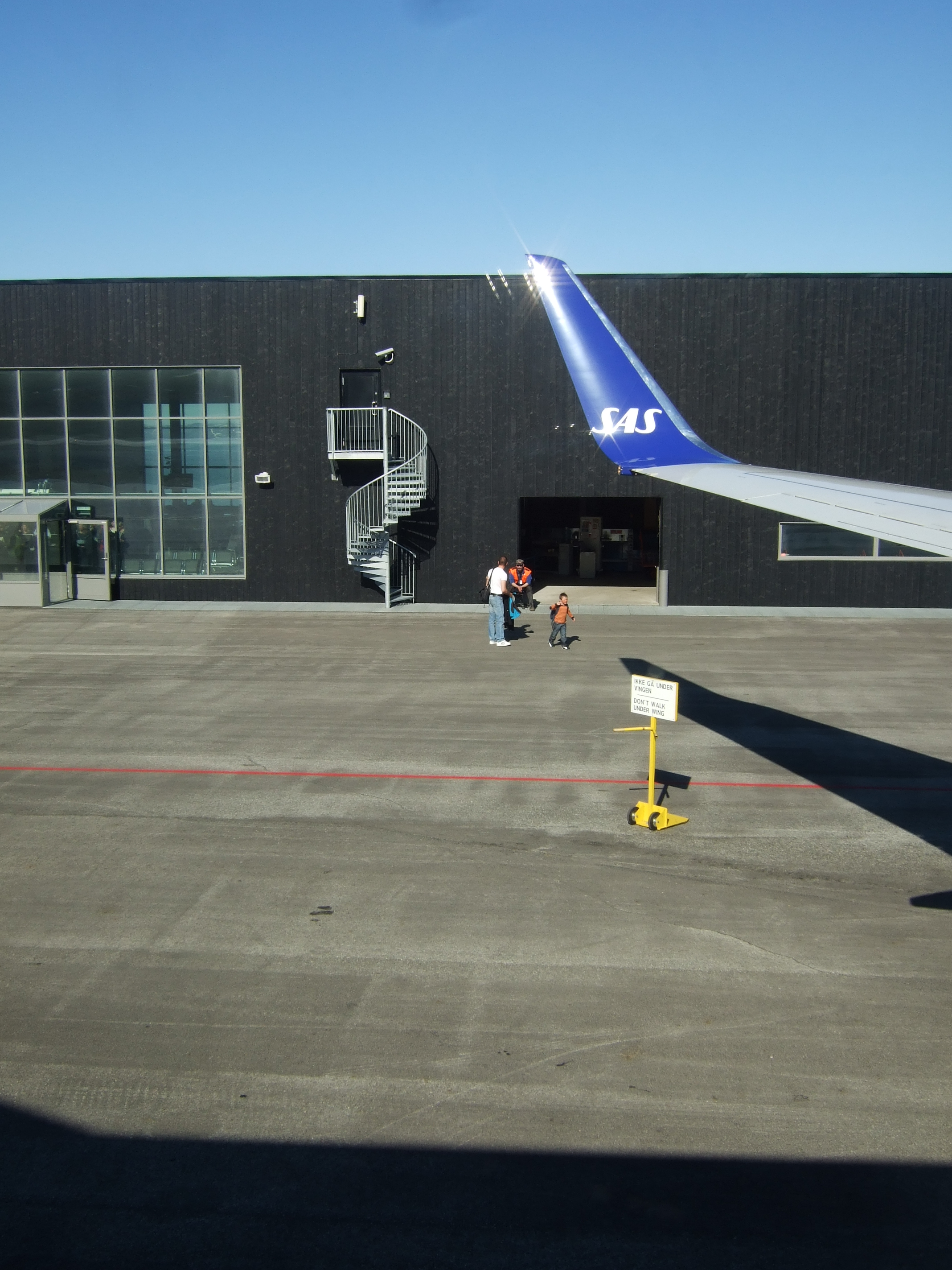
Термінал аеропорту